# یواس‌اس هالوران (دی‌یی-۳۰۵)
یواس‌اس هالوران (دی‌یی-۳۰۵) (به انگلیسی: USS Halloran (DE-305)) یک کشتی بود که طول آن ۲۸۹ فوت ۵ اینچ (۸۸٫۲۱ متر) بود. این کشتی در سال ۱۹۴۴ ساخته شد.